# Lamborghini LE3512
Il Lamborghini LE3512 è un motore endotermico alternativo, progettato e costruito dalla casa del Toro per partecipare al mondiale di Formula 1 tra la fine degli anni ottanta e i primi anni novanta.

## Contesto
Per volere di Ferruccio Lamborghini, fondatore dell'omonima azienda automobilistica, nessuna delle sue macchine avrebbe dovuto partecipare alle competizioni. Questo dipendeva dall'aspro confronto tra le sue macchine e quelle di Enzo Ferrari, le quali per dimostrare la propria supremazia correvano in praticamente tutte le maggiori categorie, raccogliendo successi in tutto il globo. Lamborghini al contrario, per dimostrare la bontà dei suoi mezzi, diceva che questo non era necessario in quanto la vittoria delle vetture di Sant'Agata Bolognese sarebbe stata scontata.
Tuttavia nel 1972, per evitare l'incombente fallimento della Lamborghini macchine agricole, causata dall'annullamento da parte dello Stato boliviano di un ordine di 5000 trattori, Ferruccio Lamborghini fu costretto a cedere la quota di maggioranza dell'azienda automobilistica all'industriale svizzero Georges-Henri Rossetti e si ritirò nel suo vigneto in Umbria, dedicandosi alla produzione di vino. Dopo vari passaggi di mano, la Lamborghini venne acquisita nel 1987 dal Gruppo Chrysler in quanto passava un periodo di crisi finanziaria e venne dunque ceduta al colosso a stelle e strisce.
L'allora presidente della casa americana, Lee Iacocca, pensò che uno dei modi per rilanciare l'immagine del toro sarebbe stato proiettarla nel massimo campionato automobilistico mondiale, ossia la Formula 1. Il progetto di Iacocca prevedeva la produzione di motori da Formula 1 e venderli a team clienti che correvano in questo campionato, senza gestire un'intera scuderia, poiché la cosa sarebbe risultata troppo costosa. Inoltre in quel periodo la FIA decise di bandire i motori turbo, giudicati troppo potenti e dunque pericolosi, in luogo dei soli motori aspirati.
Questa clausola regolamentare avrebbe offerto alla Lamborghini di mettere in campo la sua arma migliore ossia i motori a dodici cilindri a V aspirati, che dagli anni sessanta in poi sono considerati i migliori assieme agli stessi propulsori progettati dalla Ferrari. Era dunque un'occasione per oscurare il Cavallino, che avrebbe adoperato motori con la stessa architettura.

## Progetto
Per ironia della sorte, vennero coinvolti nel progetto gli stessi tecnici che qualche tempo prima avevano contribuito ad accrescere la fama della casa rivale di Maranello, ossia l'Ing. Mauro Forghieri e il team manager Daniele Audetto.
Iacocca decise di fondare una nuova divisione della Lamborghini ossia la Lamborghini Engineering con sede a Modena, che si sarebbe occupata solo ed esclusivamente del progetto Formula 1. La direzione di questa società venne affidata ad Audetto, mentre Forghieri avrebbe dovuto progettare e supervisionare le operazioni di calcolo e produzione del nuovo motore.
Per ragioni di marketing e di coerenza col prodotto di serie, come detto, venne scelto di realizzare un V12. Questo genere di motore offre diversi vantaggi, primo fra tutti il fatto di essere molto bene equilibrato. In sostanza è molto ben bilanciato sotto il profilo dinamico, per cui le vibrazioni sono nulle o quasi. Tra i motori dell'epoca era il più frazionato assieme a quello Ferrari, ossia era dotato del maggior numero di cilindri. Anche questo è un grande vantaggio perché questa soluzione permette al propulsore di raggiungere regimi di rotazione molto elevati, grazie alla maggiore superficie a disposizione per i condotti di aspirazione e di scarico, oltre che ad una corsa ridotta, e ciò comporta (almeno teoricamente) la possibilità di sprigionare un maggior numero di cavalli (anche se rispetto alla concorrenza del tempo sotto questo punto di vista era pressappoco paritario).
Inoltre avere più cilindri solitamente comporta una maggior affidabilità. In teoria maggiore è il numero dei componenti di un macchinario e maggiori sono le sue possibilità di subire guasti, ma in un contesto simile poter disporre di più pistoni dunque bielle e perni e contrappesi sull'albero motore, permette di distribuire le sollecitazioni meccaniche e termiche su più superfici, anche se per questo motore la mancanza di affidabilità fu forse il suo più grande difetto.
L'angolo tra le bancate del motore era di 80°, dunque più ampio rispetto ai V10 realizzati dalla Renault e dalla Honda. Questo permetteva di diminuire l'altezza del baricentro della vettura con evidenti benefici per la sua tenuta di strada, anche se l'ingombro trasversale ne risentiva, e di migliorarne il raffreddamento.
Era costruito con leghe dall'alluminio e di magnesio, all'insegna delle più avanzate tecnologie in campo dei materiali. Disponeva di quattro valvole per cilindro comandate da quattro alberi a camme in testa azionate da una cascata di ingranaggi.
Il peso per l'epoca non era eccessivo e si attestava sui 130 chilogrammi circa. L'iniezione era del tipo multipoint, ossia con un iniettore per cilindro, i quali erano elettronici e realizzati dalla Bosch. Il sistema di iniezione elettronica era il Bosch 1.8, mentre le candele utilizzate erano fornite dalla Champion, e i lubrificanti (SP7207) e il carburante (M20) dall'Agip.
La cilindrata totale era di 3495 cc, ed erogava in gara oltre 700 cavalli a più di 14000 giri/minuto nelle sue ultime versioni.

## Utilizzatori
È stato utilizzato dal 1989 soprattutto dal team Larrousse e, successivamente, da Lotus, Modena Team, Minardi e Ligier. La McLaren lo utilizzò con Ayrton Senna in una sessione di test privati nel 1993, con l'intento di montarlo nel 1994, ma nonostante ottimi risultati (Ayrton voleva il motore già per la fine stagione 1993) il team inglese per ragioni economiche optò per la fornitura della Peugeot che avrebbe garantito motori gratis ed una sponsorizzazione miliardaria.

## Risultati
Nonostante il progetto ambizioso, un grande gruppo industriale alle spalle quale la Chrysler, dei tecnici di primo piano e un marchio storico, il motore non brillò mai particolarmente.
In termini di potenza erogata non si discostava molto dai diretti concorrenti e poteva battagliare coi migliori propulsori dell'epoca quali il Ferrari, l'Honda della McLaren e il Renault della Williams, ma differentemente da questi non si dimostrò altrettanto affidabile. Di norma le auto equipaggiate col V12 Lamborghini riuscivano a qualificarsi agevolmente ai Gran Premi ma militavano in posizioni di media classifica, fin quando il motore non cedeva.
Di tanto in tanto queste scuderie riuscivano ad arrivare in zona punti e più sporadicamente ai margini del podio. L'acuto si ebbe in occasione del Gran Premio del Giappone 1990, quando Aguri Suzuki arrivò terzo a bordo della Larrousse. Questo risultato è stato il migliore per il motore italiano nell'arco della sua breve vita ed è ancor più importante perché ha permesso, per la prima volta nella storia, ad un pilota nipponico di salire sul podio.